# Возаровичів хрест
Возаровичів хрест (серб. Возарев крст) — кам'яний хрест, розташований у Белграді на території парку між вулицями Стевана Шуплікаца та Мілешевською (община Врачар); возведений у 1847. Охороняється законом на правах культурної пам'ятки. На цьому місці продавець книг і типограф Глігор'є Возарович спорудив оригінальний, дерев'яний хрест, прикрашений іконами. Сучасники Возаровича трактували возведений хрест не тільки як символ віри та релігії, а ще й як символ визволення та перемоги. Хрест був визнаний першим суспільним пам'ятником Белграду. У 1933 пошкоджений дерев'яний хрест зусиллями міської влади був замінений на хрест зі штучного каменю. Пізніше цей район Белграда отримав назву Червоний Хрест (серб. Црвени Крст).

## Історія
Після едикту (хатишерифу) 1830 року у Белграді виникли сприятливі умови для возведення християнських монументів. Одним із перших публічних пам'ятників Белграду став хрест, возведений Глігор'є Йовановичем на врачарському полі у 1847. Пам'ятник мав скромний вигляд. На дерев'яному хресті висіли дві ікони — Святої Трійці та Святого Георгія. Під іконами розміщувався напис: Богові та людям. Глігор'є Возарович, 1847, Врачар. Возведення хреста було чимось новим у Белграді, тому про цю подію написала місцева офіційна газета Novine srpske. У розширеній версії тексту, опублікованій 18 травня того ж року, було написано: "Хвала милосердному Богу, Який створив нас, за те, що можемо споглядати цей божествений символ нашої рятівної віри на вільному полі Белграду. Дай Боже, щоби люди вподобали цей звичай возведення хрестів на перехрестях доріг, полях та де завгодно в нашому місті! Честь, хвала та вдячність панові Возаровичу, який першим подав нам приклад..." З тексту можна зробити висновок, що Возаровичів хрест на момент возведення трактувався не тільки як релігійний символ, а ще й як символ свободи нації. У цьому сенсі хрест був і релігійним, і національним монументом. Вважалося, що на цьому місці був дерев'яний хрест ще за часів турецького панування, що так позначалися місця, які відвідували пілігрими з Палестини та інших святих земель. Возарович встановив хрест, вважаючи, що помітив місце, де були спалені мощі святого Сави. Протягом першої половини XIX століття сербські святі розглядались як національні герої, тому оновлення хреста як меморіалу святого Сави надало йому національного значення. Сильно пошкоджений дерев'яний хрест був замінений у 1933 місцевою владою Белграду на кам'яний, пофарбований у червоний колір. Про заміну хреста свідчить напис на ньому: Возаровичів хрест, оновлений зусиллями Белградської міської влади у 1933 (серб. Возарев крст обновила О.Г.Б. 1933). Частина белградської общини Врачар отримала назву Червоний Хрест — на честь Возаровичевого хреста. Хрест має простий дизайн без декоративних елементів. У 1987 був визнаний пам'ятником культури.